# Вощёная бумага

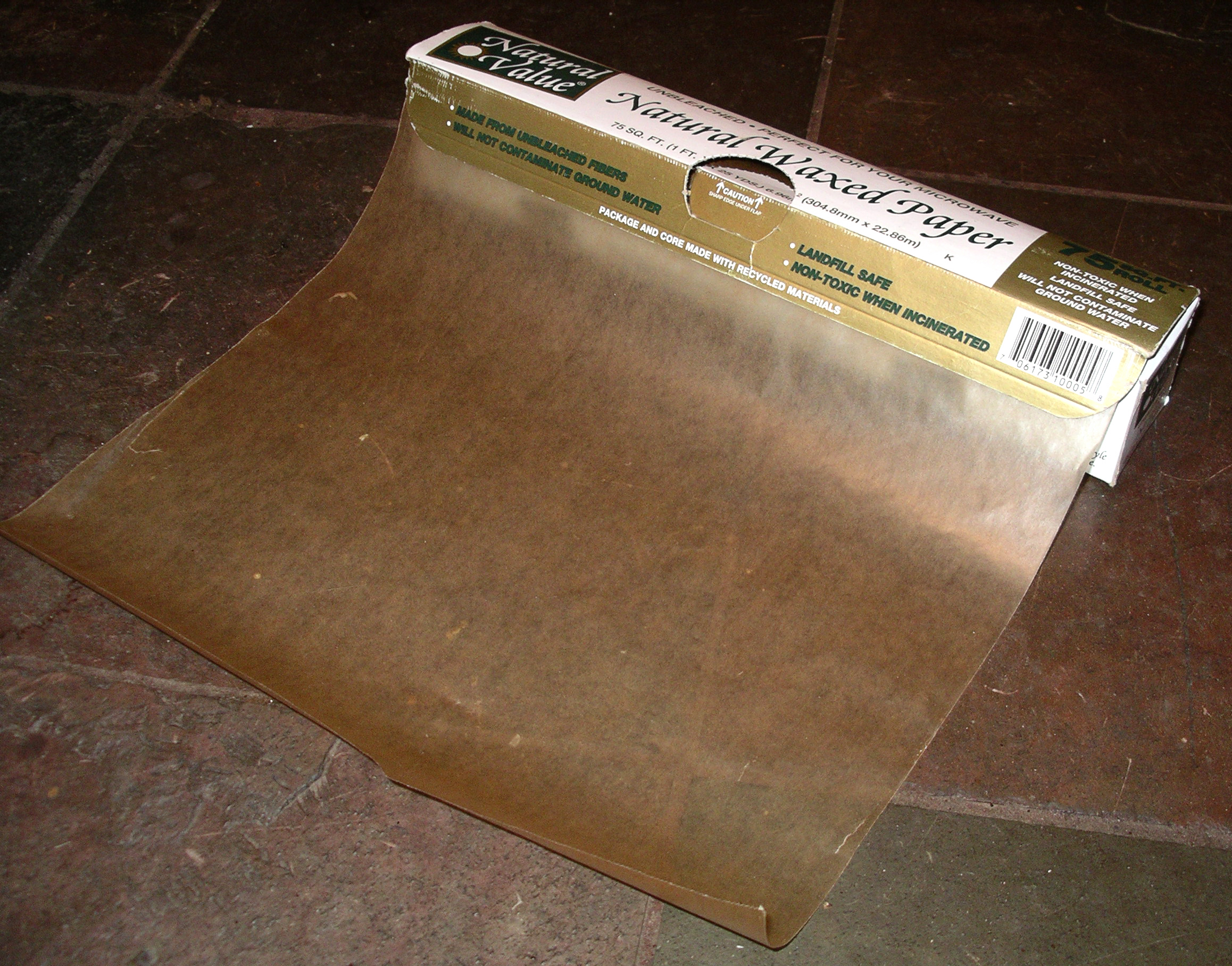
Вощёная бумага

Вощёная (парафиновая) бумага — бумага, которая была сделана влагостойкой и жиростойкой благодаря нанесению воска или парафина.
Практика смазывания пергамента или бумаги маслом, чтобы сделать их полупрозрачными или влагонепроницаемыми, восходит как минимум к Средним векам. Бумага, пропитанная или покрытая очищенным пчелиным воском, широко использовалась на протяжении XIX века для удержания или исключения влаги или для упаковки пахучих продуктов. Гюстав Ле Грей ввёл использование вощёной бумаги для фотонегативов в 1851 году. Натуральный воск был в значительной степени заменен для изготовления вощёной бумаги после того, как Герман Фраш в 1876 году разработал способы очистки парафина и покрытия им бумаги. Вощёная бумага обычно используется в кулинарии из-за её антипригарных свойств, а также для упаковки пищевых продуктов для хранения, таких как печенье, поскольку она не пропускает воду наружу или внутрь. Она также используется в декоративно-прикладном искусстве.

## Готовка еды
Вощёную бумагу не рекомендуется использовать для выпечки в духовке, так как она будет дымить и взрываться. Пергаментная бумага лучше подходит для этих целей.
В микроволновой печи можно использовать вощёную бумагу, чтобы предотвратить разбрызгивание, накрывая пищу во время приготовления. Поскольку на бумагу практически не действуют микроволны, она не нагревается до точки возгорания при нормальном использовании. Это делает вощёную бумагу более функциональной, чем полиэтиленовая пленка, которая плавится при более высоких температурах, или алюминиевая фольга, которую нельзя использовать в большинстве микроволновых печей .

## Другое использование
Лезвия безопасной бритвы традиционно заворачивают в вощёную бумагу, чтобы сделать обращение с ними менее опасным.
С начала 1950-х до середины 1990-х годов вощёная бумага использовалась в качестве обычной упаковки спортивных карточек (O-Pee-Chee, Topps, Donruss и т. д.). Она была известна тем, что оставляла восковые метки на обратной стороне карты, где вощёная бумага нагревалась для запечатывания. Вощёная бумага использовалась как способ защитить прилагаемый кусок жевательной резинки . В середине 1990-х производители спортивных карточек перестали включать кусочки жевательной резинки в пачки спортивных карточек, тем самым отменив потребность в упаковках из вощёной бумаги. С тех пор использовался пластик (майлар) или смеси пластика и бумаги.
Вариант бумаги под торговой маркой Waxtite использовался для защиты первых упаковок хлопьев Kellogg.
Вощёная бумага также обычно используется для прикрепления выкройки к ткани при вырезании её для шитья. Выкройку на короткое время прижимает утюгом к вощёной бумаге и прикрепляют её к ткани, что облегчает отслеживание во время резки.
Особенно высокая диэлектрическая прочность вощёной бумаги делает её практичным электрическим изолятором, хотя современные материалы превзошли и в основном заменили её. Распространёнными приложениями являются сепараторы обмоток катушек и диэлектрики конденсаторов, а также другие приложения, требующие устойчивости к разности потенциалов порядка нескольких тысяч вольт на слой.
В фотографии вощёную бумагу можно использовать в качестве рассеивателя света. Изготовление роз из вощёной бумаги было хобби шри-ланкийских женщин.

## Экологические проблемы
Существует множество экологических проблем, связанных с вощёной бумагой. Хотя она биоразлагаема в неизменном виде, часто применяемые добавки, такие как нефть, избавили его от этого качества. Вощёная бумага также не может быть переработана.